# Pulo Iboih (Jangka)
Pulo Iboih is een bestuurslaag in het regentschap Bireuen van de provincie Atjeh, Indonesië. Pulo Iboih telt 335 inwoners (volkstelling 2010).